# Katarzyna Wiśniowiecka
Katarzyna Iwanówna Wiśniowiecka (zm. ante 1580) - starościanka czeczerska, żona Grzegorza Chodkiewicza (co najmniej od 1539 roku) - kasztelana trockiego i hetmana dwornego Wielkiego Księstwa Litewskiego.